# Liste des voies de Biarritz
Cette page présente la liste (et la description éventuelle) des voies de la commune de Biarritz, située dans les Pyrénées-Atlantiques, classées par catégories.

## Noms avec une date
- Rue du 8 Mai 1945
- Rue du 18 Juin 1940

## Allées
- Allée des Acacias
- Allée Castera
- Allée Dominique Morin
- Allée des Fleurs
- Allée des Frênes
- Allée des Magnolias
- Allée du Moura
- Allée de l'Orée du Lac
- Allée des Ormeaux
- Allée Pablo Picasso
- Allée des Peupliers
- Allée Port des Pêcheurs
- Allée Winston Churchill

## Avenues
- Avenue Alan Seeger
- Avenue Alphonse XIII
- Avenue d'Anglet
- Avenue Beau Soleil
- Avenue Beaurivage
- Avenue Bernard Marie
- Avenue de Bidart
- Avenue du Braou
- Avenue Carnot
- Avenue Charles Floquet
- Avenue de Chassin
- Avenue des Chênes
- Avenue Edith Cavell
- Avenue Édouard VII
- Avenue d'Étienne
- Avenue Félix Moureu : ancien maire de Biarritz.
- Avenue François Mauriac
- Avenue du Golf
- Avenue de Gramont
- Avenue Henri Haget : joueur de rugby au Biarritz Olympique.
- Avenue Hoche
- Avenue d'Ibardin
- Avenue d'Ilbarritz
- Avenue de l'Impératrice
- Avenue du Jardin Public
- Avenue Jaulerry
- Avenue Joseph Petit
- Avenue du Lac Marion
- Avenue Lahouze
- Avenue Larochefoucauld
- Avenue de Londres
- Avenue Lebas
- Avenue Mac Croskey
- Avenue de la Marne
- Avenue du Maréchal Foch
- Avenue du Maréchal Joffre
- Avenue du Maréchal Juin
- Avenue du Maréchal de Lattre de Tassigny
- Avenue Maurice Trubert
- Avenue de Migron
- Avenue de la Milady
- Avenue des Montagnes
- Avenue Montjoly
- Avenue du Moulyn
- Avenue de Notre-Dame
- Avenue d'Ossuna
- Avenue de Paillet
- Avenue du Parc Bon Air
- Avenue du Parc d'Hiver
- Avenue Pasteur
- Avenue de Pestre
- Avenue des Pins
- Avenue de Pioche
- Avenue de la Plage
- Avenue du Président J. F. Kennedy
- Avenue de la Reine Nathalie
- Avenue de la Reine Victoria
- Avenue de la République
- Avenue du Sabaou
- Avenue de Ségure
- Avenue Serrano
- Avenue de Surprise
- Avenue de Tamames
- Avenue Temerland
- Avenue de Verdun
- Avenue Voltaire

## Boulevards
- Boulevard du BAB
- Boulevard du Général De Gaulle
- Boulevard Marcel Dassault
- Boulevard du Maréchal Leclerc
- Boulevard Mayol de Senillosa
- Boulevard Notary
- Boulevard du Prince de Galles
- Boulevard Sainte-Madeleine
- Boulevard Tauzin

## Esplanades, parvis et places
- Esplanade des Anciens Combattants
- Esplanade de l'Atalaye
- Esplanade du Casino
- Esplanade Élisabeth II
- Esplanade du Port-Vieux
- Esplanade de la Vierge
- Parvis Émile Lagache
- Place Baléa
- Place Bellevue
- Place Georges Clemenceau
- Place Louis Guillaume
- Place du Port-Vieux
- Place Sainte-Eugénie

## Impasses
- Impasse Abbé Lisle
- Impasse Bastrot
- Impasse Beau Site
- Impasse Canton
- Impasse de Cize
- Impasse Clouzard
- Impasse des Dauphins
- Impasse d'Étienne
- Impasse Georges Chapouille
- Impasse de Grammont
- Impasse Hirigoyen
- Impasse Hispano
- Impasse Larroze
- Impasse Lassalle
- Impasse Lebas
- Impasse Maxime
- Impasse Mendiboure
- Impasse Minerva
- Impasse Muthil
- Impasse de Navarre
- Impasse Peyroutou
- Impasse Pioche
- Impasse Sarrailh
- Impasse de Ségure
- Impasse de Soule
- Impasse Voltaire

## Passages
- Passage de l'Atalaye
- Passage du Chapeau Rouge
- Passage Jean Cocteau
- Passage Latuille
- Passage Marron

## Quais
- Quai de la Grande Plage

## Rues
- Rue d'Aillet
- Rue Albert Ier
- Rue d'Alcédo
- Rue Alcide Augey
- Rue d'Alger
- Rue de l'Allégresse, anciennement rue de la Négresse ; l'utilisation, comme odonyme, d'un mot portant atteinte à la dignité humaine a donné lieu à une polémique.
- Rue d'Alsace
- Rue André Lamandé
- Rue Antoine de Saint-Exupéry
- Rue Arañoa
- Rue de l'Atalaye
- Rue de la Barthe
- Rue Bayard
- Rue Beauséjour
- Rue de la Bergerie
- Rue de Berlon
- Rue du Bon Air
- Rue de Bonand
- Rue Bordolo
- Rue Boussingory
- Rue du Brésil
- Rue Broquedis
- Rue Carcabueno
- Rue Cardan
- Rue de Castellamare
- Rue des Cent Gardes
- Rue du Centre
- Rue des Chalets
- Rue Champ d'Aillet
- Rue Champ Lacombe
- Rue Chasseriau
- Rue Chiquito de Cambo
- Rue du Cimetière
- Rue de la Cité
- Rue Constantine
- Rue Dalbarade
- Rue du Docteur Laborde
- Rue Dous Sablacats
- Rue du Docteur Guttierez
- Rue du Duc de Baena
- Rue Duguesclin
- Rue Duler
- Rue Étienne Ardouin
- Rue Ernest Fourneau
- Rue Ernest Renan
- Rue d'Espagne
- Rue de l'Estagnas
- Rue de Folin
- Rue de la Fontaine
- Rue de la Fontaine Jean Blanc
- Rue Francis Jammes
- Rue de la Frégate
- Rue des Frères
- Rue de Frias
- Rue Gabrielle Dorziat
- Rue Gambetta
- Rue Gardague
- Rue Gardères
- Rue de Gascogne
- Rue Gaston Larre
- Rue des Goélands
- Rue Guy Petit
- Rue Guynemer
- Rue d'Haïtzart
- Rue des Halles
- Rue de Harausta
- Rue Harispe
- Rue du Helder
- Rue de la Humade
- Rue Ibaïa
- Rue d'Ibantelly
- Rue de l'Imprimerie
- Rue du Jaïzquibel
- Rue des Jardins
- Rue Jean-André Adéma
- Rue Jean Bart
- Rue Jean Bourtayre
- Rue Jean Bouton
- Rue Jean Jaurès
- Rue Jean Mermoz
- Rue Jeanne d'Arc
- Rue Joseph Fourquet dit Carcabueno
- Rue Jules Ferry
- Rue Lamartine
- Rue de Larivière
- Rue de Larralde
- Rue Larrepunte
- Rue Lavernis
- Rue de Lavigerie
- Rue de La Rhune
- Rue Lisboa
- Rue Loeb
- Rue Louis Barthou
- Rue Louison Bobet
- Rue Loustau
- Rue Luis Mariano
- Rue du Lycée
- Rue de Machelon
- Rue du Manège
- Rue Manuel Jaudel
- Rue Marceau
- Rue Marcel Doret
- Rue Maréchal
- Rue du Maréchal Gallieni
- Rue Marie Hope Vere
- Rue de Marion
- Rue Maysonnabe
- Rue Mazagran
- Rue Mendi Eder
- Rue de Mérin
- Rue Michelet
- Rue Minerva
- Rue des Mouettes
- Rue de Mouriscot
- Rue Nungesser
- Rue O'Shea (eu)
- Rue de l'Océan
- Rue de Parme
- Rue Paul Bert
- Rue Paul Déroulède
- Rue Paul Doumer
- Rue Pellot : famille de corsaires basques.
- Rue de Pétricot
- Rue Peyroloubilh
- Rue du Phare
- Rue Philippe Veyrin
- Rue Pierre Moussempes
- Rue du Port-Vieux
- Rue de la Poste
- Rue de Pradot
- Rue du Préfet Doux
- Rue des Primevères
- Rue du Prince Impérial
- Rue Pringle
- Rue de Proutze
- Rue Raymond Weil
- Rue du Reptou
- Rue des Réservoirs
- Rue de Roupille
- Rue de Rousta
- Rue de Russie
- Rue Saint-Jean
- Rue Saint-Martin
- Rue de Salon
- Rue Tastoua
- Rue des Thermes
- Rue Uhaldia
- Rue de l'Université Américaine
- Rue de Valencia
- Rue Vauréal
- Rue Verlaine
- Rue Victor Million

## Sentiers
- Sentier des Baleines
- Sentier des Vagues

## Venelles
- Venelle des Frères
- Venelle Mazon
- Venelle des Vagues

## Autres types de voies
- Descente de l'Océan
- Perspective Côte des Basques
- Plateau de l'Atalaye
- Route d'Arcangues